# Przystajń
Przystajń est une localité polonaise et siège de la gmina du même nom, située dans le powiat de Kłobuck en voïvodie de Silésie.